# 蟑螂杆状体属
蟑螂杆状体属为黄杆菌目蟑螂杆状体科的一个属。该属的模式种为丘氏蟑螂杆状体（Blattabacterium cuenoti）。

## 下属物种
- 丘氏蟑螂杆状体 Blattabacterium cuenoti (Mercier, 1906) Hollande and Favre, 1931